# Batalla de Préveza
La batalla de Préveza fue un enfrentamiento naval ocurrido el 28 de septiembre de 1538, frente a la bahía de Préveza, en el que se enfrentaron una flota aliada cristiana al mando del genovés Andrea Doria, gran almirante de Carlos I de España y V de Alemania, y una flota otomana al mando del Jeireddín Barbarroja, bey de Argel y también gran almirante del sultán Solimán. La armada cristiana, dificultada por mal tiempo y la descoordinación, fue puesta en fuga por los turcos a pesar de su superioridad numérica.
La historiografía de la batalla se ha basado en gran medida en las fuentes venecianas, que especulan con que Andrea Doria no pretendía ganar la contienda, sino perjudicar al contingente veneciano bajo su mando, al que era hostil debido a la enemistad entre Génova y Venecia, y salvaguardar las naves hispanogenovesas, quizá con vistas a negociaciones secretas que estaban teniendo lugar con Barbarroja para pasarse al servicio del emperador. Historiadores modernos han dado por buena esta interpretación. Por su parte, las fuentes españolas y genovesas recogen que Doria se encontró abandonado por las fuerzas venecianas y papales, que se negaron a seguir sus órdenes en el momento decisivo.
Préveza supuso el afianzamiento de la supremacía marítima turca en el Mediterráneo este, y dio testimonio de la desunión de las potencias cristianas ante la amenaza, que no serían resuelta hasta la batalla de Lepanto de 1571.

## Antecedentes
Khair-ad-Din había encabezado desde 1519 una serie de ataques a posiciones españolas en el Mediterráneo, que lo habían convertido en el principal marino protegido por el sultán Solimán el Magnífico. En 1529 tomó la fortaleza del peñón de Gibraltar. En 1534, al mando de 60 galeras construidas con su propio diseño asoló el sur de Italia y de improviso atacó Túnez, apoderándose de este importante puerto aliado de España. Ante el avance de Barbarroja, el papa Paulo III pidió la conformación de una Liga Santa. A instancias del papa, Carlos I de España y V de Alemania formó una impresionante armada (reforzada por Caballeros de Malta, italianos y alemanes) para rescatar Túnez. Después de tres días de asedio y saqueos, el estratégico puerto fue recuperado en la llamada Jornada de Túnez. A pesar de ello, no fue posible arrestar a Barbarroja, que escapó y cambió de base perseguido por el almirante imperial de Carlos.
Carlos encargó la misión de atrapar vivo o muerto al corsario a su propio almirante, el genovés Andrea Doria, quien ya había derrotado a Barbarroja en Túnez durante la juventud de ambos y había constituido parte esencial de la Jornada de Túnez. Al mismo tiempo, el emperador negoció con el propio corsario turco, prometiéndole el control de Berbería si abandonaba el servicio otomano y se ponía al suyo, o meramente si cesaba de apoyar la causa turca, pero no hubo éxito. Durante casi cuatro años, Barbarroja continuó atacando puertos mediterráneos aliados de España: saqueó las costas de Apulia, atacó Corfú (donde fue rechazado por las defensas allí apostadas) e inmediatamente luego de esto atacó el mar Adriático obteniendo para Constantinopla un millar de mujeres, adolescentes varones y tesoros saqueados de las ciudades y las iglesias cristianas.
La Liga Santa llamó a congregar una armada con fuerzas españolas, genovesas, vencianas y papales, cuyo mando se confío al veterano Doria. La flota sentaría campamento campamento y punto de reunión en la isla aliada de Corfú.

## Fuerzas enfrentadas
Según Fernández Duro, la flota cristiana se componía del contingente hispanogenovés de Doria, con 49 galeras y 72 naos; de la flota veneciana, con 55 galeras y numerosos naos y galeones al mando de Vincenzo Capello; y de la flota papal, con 27 galeras mandadas por Marco Grimani, seguidos todos por embarcaciones no combatientes, con 50.000 a bordo, entre ellos 16.000 soldados destinados al desembarco. Por su parte, la flota musulmana se componía de 85 galeras, 30 galeotas, 35 fustas y un número desconocido de bergantines, dando en total alrededor de 150 banderas, y también reforzadas todas de tropa turca. Otras fuentes dan números distintos pero generalmente parecidos.
La flota cristiana contaba con una sustancial ventaja numérica y material, pero la lastraba la variedad de naciones con mandos e intereses propios que la formaban, mientras que la otomana contaba con un mando unificado y homogéneo. Las tensiones internas entre los europeos amenazaban con hacerla estallar en cualquier momento, ya que los venecianos de Capello, tenían una profunda desconfianza mutua con españoles y genoveses, a los que el almirante Doria representaba al mismo tiempo al mando de la armada. Esta hostilidad resultaría desastrosa.

## Movimientos previos
La armada de la Liga Santa se reunió por fin en Corfú, adonde primero llegaron los venecianos de Capello y la flota papal de Grimani, que había sido rechazada por los turcos en un intento de tomar la fortaleza de Préveza. La flota quedó completa con la llegada de Andrea Doria al mando de las naves españolas y genovesas el 22 de septiembre de 1538. Por su parte, llegado de un intento fallido de tomar Heraclión, el almirante turco había recibido noticias de su posición y, tras saquear la isla de Cefalonia, se refugió en el golfo de Arta, en apariencia inferiores a la flota cristiana. Por sugerencia de su teniente judío Sinan Reis, Barbarroja desembarcó un contingente de artillería en Accio, lo que efectivamente convirtió el golfo en una posición defensiva.

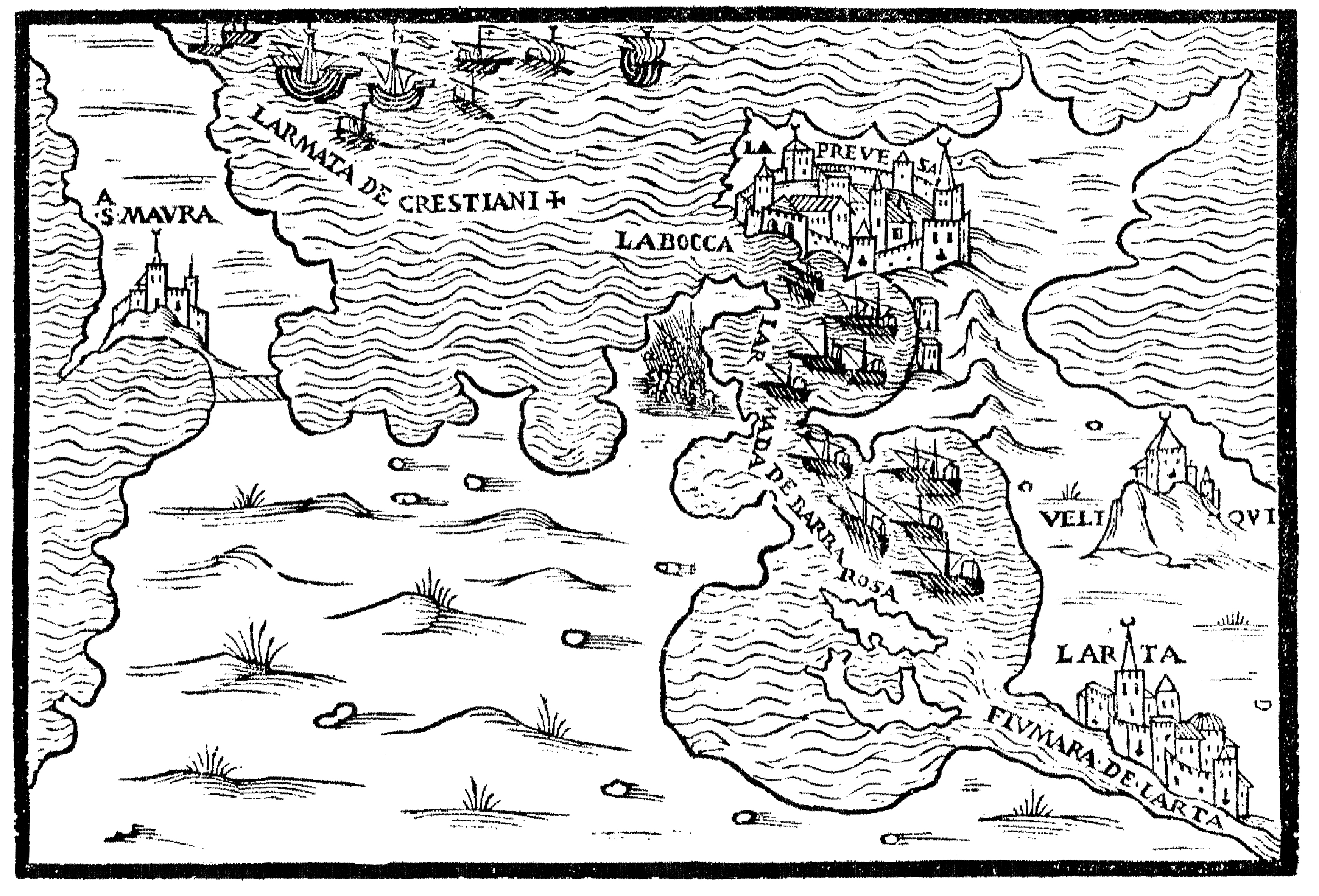
Golfo de Arta, con la flota cristiana fuera y la turca dentro.

Tras localizar a Barbarroja, Doria se detuvo con su armada el 25 de septiembre ante las puertas de Arta, donde las dos flotas se observaron mutuamente. La situación de ambas armadas era de punto muerto. Barbarroja no podía salir del golfo, ya que habría supuesto su destrucción ante el poderío enemiga, pero Arta era tierra en control otomano, por lo que el corsario podía esperar dentro con cierta comodidad. Por su parte, Doria prevalecería en una batalla franca, pero no podía asaltar el golfo, en cuya boca sus buques habrían quedado atorados. El genovés tampoco podía maniobrar libremente fuera con sus naves de vela, en cuya potencia de fuego confiaba para vencer a los turcos, debido a que el mal tiempo amenazaba con empujarlas contra la costa si se acercaban demasiado.
La única opción cristiana habría sido desembarcar sus fuerzas terrestres, eliminar la artillería otomana e instalar sus propios cañones, convirtiendo así el golfo en una ratonera. Se trazó un plan, que ejecutaría la prestigiosa infantería de marina hispánica al mando de Francisco Sarmiento y Álvaro de Sande, pero terminó descartado, influido por el anterior fracaso de Grimani y por no haber condiciones orográficas y climáticas adecuadas para un desembarco en tierra enemiga. Un intento turco de construir fortificaciones adicionales fue rechazado por los cañones cristianos desde el agua, aunque no hubo más intercambios que este. Los dos almirantes eran conscientes de sus ventajas y no se atrevían a atacar para no cometer un error fatal.
La mañana del 27, Doria ordenó a su flota levar anclas y dirigirse con rumbo sur hacia Sessola, cerca de Léucade, donde iniciarían incursiones contra Lepanto con el fin de obligar a Barbarroja a salir para tratar de defenderlo. Sin embargo, el almirante otomano salió del golfo antes de lo que podrían haber previsto, al amanecer del día 27, y formó su flota ante la costa en Y, con Barbarroja al frente, Seydi Ali Reis a izquierda junto a la costa, Salah Reis a derecha y Turgut Reis y Murat atrás.

## Batalla
Las diversas fuentes difieren de manera difícilmente compatible sobre las acciones del almirante y sus adjuntos, hasta el punto de que la batalla ha llegado a ser considerada imposible de reconstruir. La versión veneciana, que por su primacía que convirtió en la predominante en la mayor parte de la historiografía, acusa a Doria de incompetencia o de sacrificar la batalla para perjudicar a Venecia por rivalidad política. Por su parte, la hispanoimperial, que incluye las crónicas de Juan de Vandenesse y Martín García Cereceda, culpa de lo mismo a los venecianos, que se habrían negado a seguir la estrategia de Doria en un momento crítico.

### Versión veneciana
Según el testimonio veneciano, Doria consideró que Barbarroja todavía estaba demasiado cerca de la tierra para atacar, y que lo que pretendía era atraerles a su terreno, pero Capello y Grimani insistieron en aprovechar la oportunidad lo antes posible. Los cristianos avanzaron con las galeras, confiando en que los buques de vela les seguirían, pero una enconada falta de viento dejó a éstos varados, y Barbarroja aprovechó la oportunidad para atacarlos. El genovés continuó reacio a socorrer a las naves de vela, decidido a no dejarse atraer hacia la tierra enemiga, hasta que por insistencia de Capello y Grimani partieron por fin en su busca.

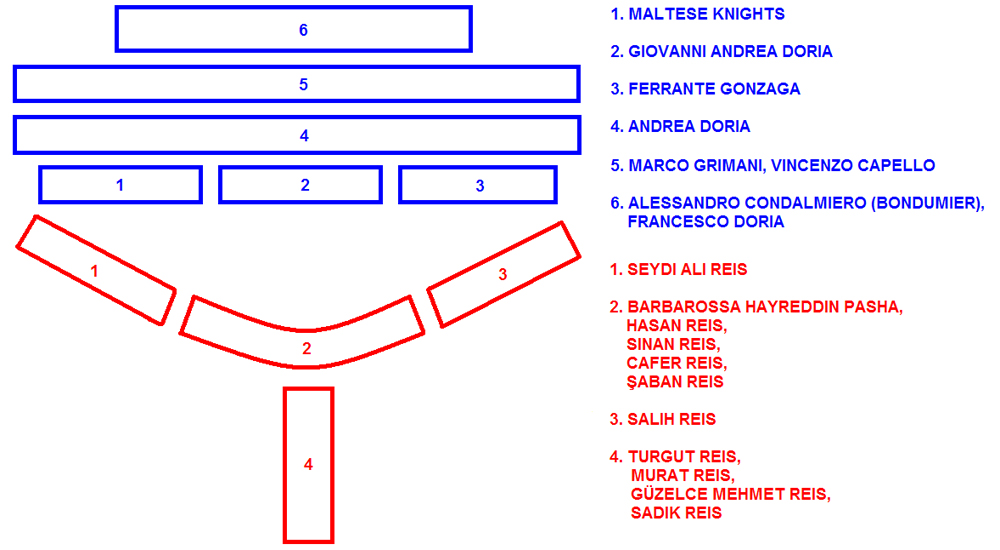
Despliegue de las flotas.

Al hallarse ante la contienda, sin embargo, Doria no atacó, sino que volvió a su anterior plan y aún trató de atraer la atención de los otomanos para llevarlos a alta mar, señuelo que fracasó al comprender Barbarroja su propósito. La tardanza en intervenir desesperó a Capello y Grimani, que llegaron a personarse en la nave de Doria para implorar que se diera prisa.
El gran buque insignia veneciano, el Candia o Galeone di Venezia, capitaneado por Alessandro Condalmiero, había quedado la deriva a diez millas de Sessola, y pronto se vio rodeado por decenas de galeras otomanas. Aunque las mantuvo a raya con ayuda de sus muchos cañones, los turcos consiguieron posicionarse a su propia y popa, lejos de las bandas artilladas, y una vez allí acribillar el barco, en el que Condalmiero trataba de dar la vuelta para responder al fuego. De esta manera se enfrentó durante casi un día a la flota turca mientras las galeras tardaban en llegar, quedando gravemente dañado, pero a pesar de ello resistiendo todos los asaltos, incluso cuando el propio Barbarroja se sumó a ellos.
Así cayó la noche sin que sucediera el menor intento de Doria entrar en batalla, además de perderse dos galeras por acercarse demasiado a las otomanas, antes que se ordenase la desbandada general.

### Versión hispanoimperial
Según las fuentes españolas, tras avistar a Barbarroja, Doria ordenó que la flota cristiana que se reuniera y preparase. Por su parte, viendo cercanas las naves de vela cristianas, que por ir las últimas habían quedado entre las galeras de ambos bandos, Barbarroja disparó contra ellas, causando un par de muertos. Las naves, con órdenes de Doria de avanzar interponiéndose entre la tierra y los turcos, respondieron con su potente artillería e infligieron daños en la flota turca, pero el viento dejó de soplar y con ello los barcos cristianos quedaron inmóviles, mientras que las galeras podían seguir maniobrando libremente con sus remos.
Planeando envolver a la flota turca con las galeras cristianas, Doria llamó a los demás almirantes cristianos para conocer sus voluntades de batallar, que confirmaron tanto el animoso Capello como un Grimani más dubitativo. Capello incluso ofreció a su hijo como rehén para convencer a Doria de que cumpliría sus órdenes. De este modo, bajo el mando de Doria, las galeras formaron con las españolas y genovesas en vanguardia, las venecianas en el medio y las papales a retaguardia, como se había acordado en Corfú. Aun así, puesto que los venecianos se habían negado a embarcar soldados españoles en sus galeras, que Doria consideraba poco preparadas para el combate, hizo situar galeras hispanogenovesas entre las venecianas para asistirles.

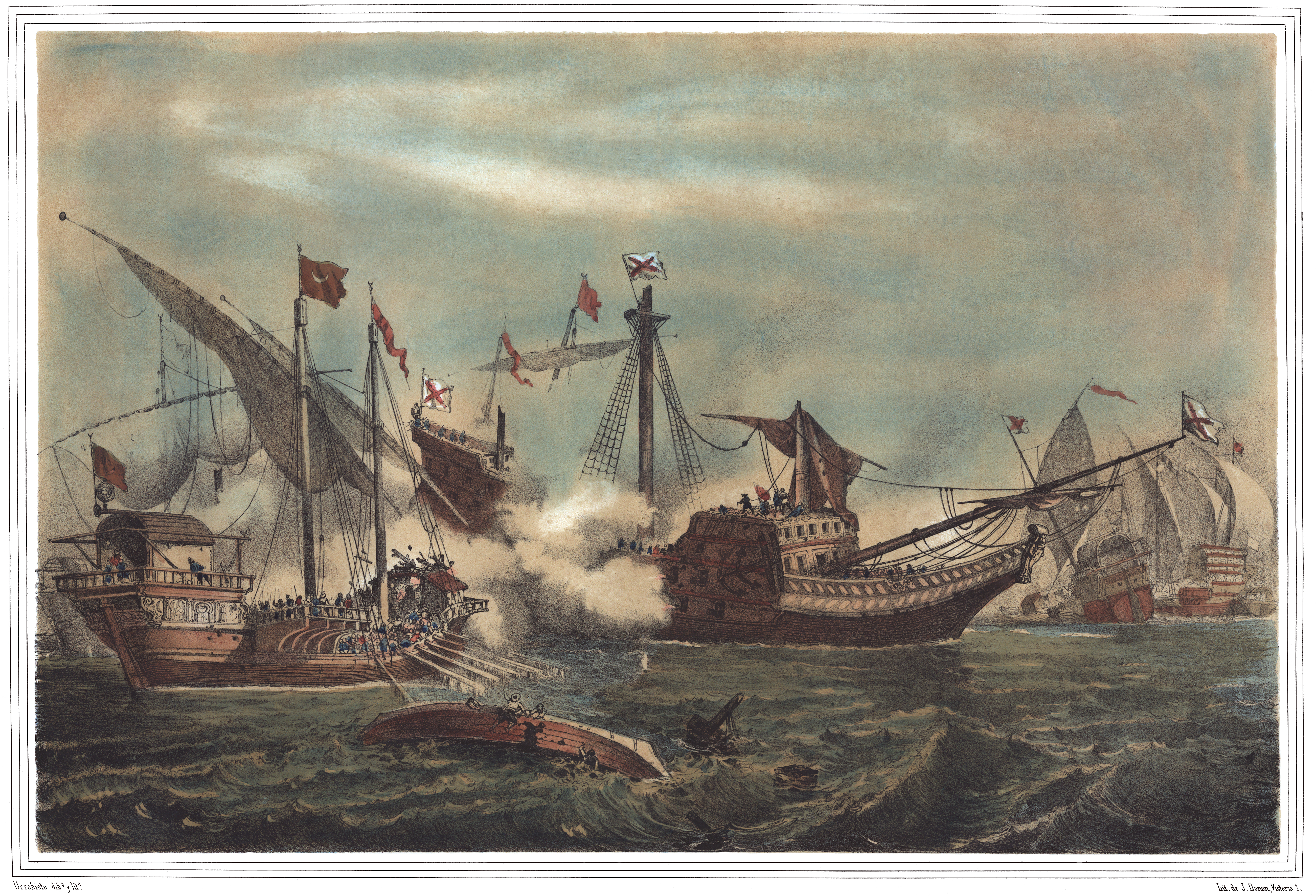
La nao de Machín de Munguía rechazando ataques otomanos. Vicente Urrabieta, 1850.

Tras alzar los pabellones, Doria ordenó atacar. Sin embargo, a excepción de nueve de ellas, las galeras venecianas y papales no se movieron por más que Doria repitió la orden tres veces. Antes bien, la flota veneciana comenzó a apartarse de la batalla. El genovés envió entonces al virrey de Sicilia Ferrante Gonzaga en un bergantín para urgir Capello y Grimani que avanzaran como les había ordenado, pero éstos contestaron con evasivas, y Grimani incluso respondió que no tenía órdenes de la República de Venecia para combatir.
Ante este giro, Doria se vio obligado a abandonar sus pretensiones de dar aquella batalla. Avanzó contra Barbarroja antes de girar hacia mar abierto en una finta para tratar de atraer al turco a su persecución, pero Barbarroja desistió y regresó para continuar con el asedio a los buques. Al final del día, Doria ordenó la desbandada general rumbo a Corfú.
Los navíos de vela españoles y genoveses, aun varados, se defendieron por medio de su artillería y de la infantería de marina española a bordo. Entre ellos se destacó uno de los dos galeones principales, comandado por Francisco Sarmiento. En comparación, de la nave insignia veneciana se dijo: "lo mismo se cree hiciera la de la Señoría, si no estuviese apartada". Una nao capitaneada por Machín de Munguía repelió el abordaje de una cincuentena de galeras y fustas, quedando desarbolada y a la deriva y sólo reuniéndose con la flota días después. Algunos de los buques más pequeños fueron abandonados por su tripulación, pero una de ellas, capitaneada por Juan Villegas de Figueroa, luchó hasta que el barco entero se fue a pique por el fuego enemigo. Otros dos buques venecianos fueron tomados.

## Consecuencias
Atrás quedaron varios barcos cristianos hundidos o capturados, mientras que los turcos no habían perdido ninguna nave y sólo habían sufrido daños menores. El día estuvo lleno de acciones individuales valerosas, pero el balance fue una derrota y una oportunidad perdida. Por si fuera poco, la tormenta provocó que los cristianos tardaran 15 días en reunirse de nuevo.
La discordia estalló entre los miembros de la Liga Santa por las acciones realizadas durante la batalla. Capello en particular acusaría a Doria de haber saboteado la contienda para no arriesgar las naves hispanogenovesas y reservarlas para futuras campañas fuera de la Liga, mientras que Doria acusó a los venecianos de incompetencia y criticó el hecho de que se habían negado a embarcar a la infantería de marina española en sus naves. Los cronistas encontraron inexplicable que Doria ordenase la retirada y además abandonase tras de sí a las naves de la Serenísima. El intelectual sefardí Joseph ha-Kohen incluso propuso que Dios había confundido la mente del genovés para castigarle por tratar con dureza a sus prisioneros judíos en sus campañas corsarias.
Por insistencia de Doria, los cristianos continuaron con la campaña y capturaron la fortaleza turca de Castelnuovo, planeando convertirlas en una cabeza de puente para una invasión terrestre de los Balcanes, pero españoles y venecianos entraron en conflicto sobre quién defendería Castelnuovo. Para facilitar las cosas, el emperador ofreció a los venecianos quedarse con la plaza permanentemente, pero éstos no aceptaron. En realidad, la república ya no tenían interés en la Liga Santa y había entrado en negociación con los otomanos. La flota de Barbarroja había quedado destrozada por los temporales en el intento de socorrer Castelnuovo, por lo que debió esperar al año próximo, llegando a tiempo para retormarla en el sitio de Castelnuovo, donde los defensores infligieron bajas masivas antes de ser vencidos.